# Birapporto
Il birapporto è una grandezza associata a una quaterna di punti di una retta. Si tratta di uno strumento importante in geometria proiettiva: risulta infatti definito anche se uno dei quattro punti è all'infinito (la retta in questione è quindi una retta proiettiva) ed è invariante tramite trasformazioni proiettive.
La retta su cui giacciono i punti può essere definita su un campo diverso dai numeri reali. Ad esempio, se definita sui numeri complessi, la retta è in realtà la sfera di Riemann, ovvero il piano complesso a cui va aggiunto un punto all'infinito. 
Il birapporto ha nella geometria proiettiva un ruolo vagamente simile a quello della distanza tra punti in geometria euclidea.
Il birapporto viene chiamato anche rapporto anarmonico, termine coniato da Michel Chasles per una nozione nota prima delle sue ricerche geometriche. 

## Geometria euclidea
Nella geometria euclidea, il birapporto è una quantità associata a quattro punti allineati sul piano.

### Definizione
Siano {\displaystyle A,B,C,D} quattro punti allineati nel piano euclideo. Si fissi una orientazione della retta che li contiene. Il birapporto della quaterna {\displaystyle (A,B,C,D)} è la quantità
{\displaystyle {\rm {b}}(A,B,C,D)={\frac {AC\cdot BD}{BC\cdot AD}}}
dove {\displaystyle AC}, {\displaystyle AD}, {\displaystyle BC}, {\displaystyle BD} denotano le lunghezze (con segno) dei segmenti orientati. 
La scelta iniziale dell'orientazione della retta è solo uno strumento ausiliario: il birapporto è in realtà indipendente da questa scelta. Infatti cambiando orientazione alla retta cambiano di segno tutti e quattro i numeri {\displaystyle CA}, {\displaystyle DB}, {\displaystyle CB}, {\displaystyle DA}) e quindi il risultato della frazione resta invariato.

### Esempio
Siano {\displaystyle A,B,C,D} quattro punti posti su una retta nel modo seguente.
Si suppone che la distanza fra due punti successivi sia sempre 1. Fissiamo una orientazione della retta da sinistra verso destra: in questo modo {\displaystyle AB=+1} e {\displaystyle BA=-1}.  Il birapporto è
{\displaystyle {\rm {b}}(A,B,C,D)={\frac {CA\cdot DB}{CB\cdot DA}}={\frac {(-2)\cdot (-2)}{(-1)(-3)}}={\frac {4}{3}}.}

### Invarianza

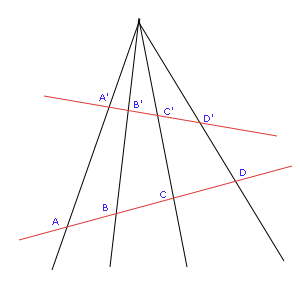
Il birapporto non cambia se la quaterna di punti viene proiettata su un'altra retta tramite proiezione centrale.

Il birapporto non cambia se la retta su cui giacciono i 4 punti è sottoposta ad una traslazione, rotazione o omotetia. Più in generale il birapporto non cambia se il piano è sottoposto ad una qualsiasi trasformazione affine.
Il birapporto non cambia inoltre se i 4 punti {\displaystyle A,B,C,D} vengono proiettati su un'altra retta tramite una proiezione centrale su un punto come in figura. In questo caso
{\displaystyle {\mbox{b}}(A,B,C,D)={\mbox{b}}(A',B',C',D')}
L'invarianza rispetto alla proiezione centrale è una conseguenza del teorema di Talete.
Il birapporto non cambia neppure per inversione circolare.

### Permutazioni dei punti
Il birapporto dipende dall'ordine dei 4 punti. Ci sono quindi 4! = 24 possibilità. Sia {\displaystyle {\rm {b}}(A,B,C,D)=k}. Il birapporto diventa {\displaystyle 1/k} se vengono scambiati i primi due o gli ultimi due punti, mentre diventa {\displaystyle 1-k} se vengono scambiati i due punti centrali. Tramite questi scambi è possibile ottenere qualsiasi trasposizione e quindi qualsiasi permutazione dei 4 punti. Si ottengono le uguaglianze seguenti.
{\displaystyle {\mbox{b}}(A,B,C,D)={\mbox{b}}(B,A,D,C)={\mbox{b}}(C,D,A,B)={\mbox{b}}(D,C,B,A)=k,}
{\displaystyle {\mbox{b}}(A,B,D,C)={\mbox{b}}(C,D,B,A)={\mbox{b}}(B,A,C,D)={\mbox{b}}(D,C,A,B)={\frac {1}{k}},}
{\displaystyle {\mbox{b}}(A,C,B,D)={\mbox{b}}(D,B,C,A)={\mbox{b}}(C,A,D,B)={\mbox{b}}(B,D,A,C)=1-k,}
{\displaystyle {\mbox{b}}(A,D,B,C)={\mbox{b}}(C,B,D,A)={\mbox{b}}(D,A,C,B)={\mbox{b}}(B,C,A,D)={\frac {k-1}{k}},}
{\displaystyle {\mbox{b}}(A,D,C,B)={\mbox{b}}(B,C,D,A)={\mbox{b}}(D,A,B,C)={\mbox{b}}(C,B,A,D)={\frac {k}{k-1}},}
{\displaystyle {\mbox{b}}(A,C,D,B)={\mbox{b}}(B,D,C,A)={\mbox{b}}(C,A,B,D)={\mbox{b}}(D,B,A,C)={\frac {1}{1-k}}.}

### Valori assunti
Il birapporto di quattro punti distinti è un numero reale diverso da zero. Quando i quattro punti non sono distinti, è possibile che si annulli il numeratore e/o il denominatore. In questo caso:
- se si annulla solo il numeratore il birapporto è zero;
- se si annulla solo il denominatore si può assegnare per convenzione al birapporto il valore infinito;
- se si annullano entrambi il birapporto non è definito.

In particolare, se ci sono tre punti distinti il birapporto è sempre definito ed assume il valore 0, 1 o {\displaystyle \infty } a seconda della coppia di punti coincidenti. Più in generale, vale il fatto seguente:
Il birapporto di quattro punti è definito e diverso da 0,1, {\displaystyle \infty } se e solo se i quattro punti sono distinti.

### Quaterna armonica

Una quaterna armonica.

Una quaterna armonica è una quaterna di punti {\displaystyle A,B,C,D} avente birapporto -1:
{\displaystyle {\mbox{b}}\left(A,B,C,D\right)=-1.}
Una quaterna è armonica se e solo se vale la relazione
{\displaystyle {\frac {CA}{CB}}=-{\frac {DA}{DB}}.}
In altre parole, i punti {\displaystyle C} e {\displaystyle D} dividono il segmento {\displaystyle AB} all'esterno o all'interno nello stesso rapporto. Si dice che i punti {\displaystyle C} e {\displaystyle D} dividono in modo armonico il segmento {\displaystyle AB}.

### Definizioni correlate
Il birapporto è una quantità determinata da quattro punti su una retta. A partire da questa definizione base, se ne ricavano generalmente altre in contesti lievemente differenti. 

#### Birapporto di quattro rette incidenti
È possibile definire il birapporto di quattro rette nel piano passanti per un punto. Tale numero è definito come il birapporto dei quattro punti {\displaystyle A,B,C,D} che si ottengono intersecando le quattro rette con una retta {\displaystyle r} qualsiasi (che non sia parallela a nessuna di queste). Come illustrato precedentemente, il birapporto è effettivamente indipendente dalla scelta di {\displaystyle r} ed è quindi una grandezza che dipende solo dalle quattro rette.

#### Quattro punti su una conica
Il birapporto di quattro punti appartenenti ad una conica è definito fissando un punto ausiliario {\displaystyle P} sulla conica e prendendo le quattro rette passanti per {\displaystyle P} e ciascuno dei quattro punti. Il birapporto dei quattro punti è quindi il birapporto delle quattro rette ottenute, tutte passanti per {\displaystyle P}. Tale valore risulta essere indipendente da {\displaystyle P}. In particolare, è definito il birapporto di quattro punti che giacciono su una circonferenza. 
Il birapporto dei quattro punti dipende però dalla conica che li contiene (per quattro punti passa una infinità di coniche differenti).

### Punto all'infinito
Il birapporto è una quantità che può essere definita in un ambito leggermente più ampio della geometria euclidea: quello della geometria proiettiva. La geometria proiettiva aggiunge ai punti usuali del piano i "punti all'infinito". Ad ogni retta {\displaystyle r} del piano è quindi aggiunto un punto {\displaystyle \infty }. Il birapporto di quattro punti {\displaystyle A,B,C,D} su {\displaystyle r} si estende per continuità al caso in cui uno di questi punti è {\displaystyle \infty }. In altre parole, gli strumenti del calcolo infinitesimale mostrano che esiste il limite
{\displaystyle {\mbox{brp}}(A,B,C,\infty )=\lim _{D\to \infty }{\mbox{brp}}(A,B,C,D)={\frac {CA}{CB}}}
ed è quindi ragionevole definire tale limite come birapporto di {\displaystyle A,B,C,\infty }.

## Geometria proiettiva
Il birapporto può essere definito e usato nella geometria euclidea e nella geometria affine: la geometria in cui questo concetto viene inquadrato meglio è però la geometria proiettiva. Questo è dovuto essenzialmente a due fatti: 
1. Il birapporto è definito anche quando alcuni dei quattro punti sono "punti all'infinito"
2. Il birapporto non cambia per trasformazioni proiettive.

### Definizione
Sia {\displaystyle r} una retta proiettiva su un campo {\displaystyle K} e siano {\displaystyle P_{1},P_{2},P_{3},P_{4}} quattro punti in {\displaystyle r}. 
Si fissi un riferimento proiettivo che identifichi {\displaystyle r} con {\displaystyle K\cup \{\infty \}}. Ciascuno dei punti {\displaystyle P_{i}} è descritto come un elemento di {\displaystyle K} oppure {\displaystyle \infty }. Il birapporto dei quattro punti è definito come
{\displaystyle {\rm {b}}(P_{1},P_{2},P_{3},P_{4})={\frac {(P_{1}-P_{3})(P_{2}-P_{4})}{(P_{1}-P_{4})(P_{2}-P_{3})}}.}
Il birapporto non dipende dalla scelta del riferimento proiettivo. 

### Riferimento privilegiato
L'invarianza per la scelta del riferimento permette di dare la definizione seguente nel caso in cui gli ultimi tre punti siano distinti. Un riferimento proiettivo è fissato assegnando i valori 1, 0 e {\displaystyle \infty } a tre punti qualsiasi della retta. Se si assegnano questi valori rispettivamente ai punti {\displaystyle P_{2},P_{3},P_{4}} si ottiene
{\displaystyle {\rm {b}}(P_{1},P_{2},P_{3},P_{4})={\frac {(P_{1})(1-\infty )}{(-\infty )1}}=P_{1}}
quindi il birapporto di quattro punti è il valore che assume il primo di questi in un riferimento proiettivo che pone gli altri tre nei punti 1,0,{\displaystyle \infty }.

### Invarianza
Il birapporto di quattro punti è invariante per ogni trasformazione proiettiva. Da questo fatto generale seguono le invarianze in geometria euclidea: possono infatti essere interpretate come trasformazioni proiettive le trasformazioni seguenti del piano euclideo:
1. tutte le trasformazioni affini, come traslazioni, rotazioni, omotetie, riflessioni nel piano euclideo;
2. proiezione fra due rette centrata in un punto (una prospettività in geometria proiettiva);
3. inversione circolare.

### Caso complesso
Quando {\displaystyle K} è il campo {\displaystyle \mathbb {C} } dei numeri complessi, la retta proiettiva è la sfera di Riemann, ottenuta aggiungendo un punto all'infinito al piano complesso. In questo contesto, le trasformazioni proiettive sono le trasformazioni di Möbius
{\displaystyle f(z)={\frac {az+b}{cz+d}}\;,\quad ad-bc\neq 0.}
Il birapporto è quindi invariante rispetto a queste trasformazioni.

### Il Birapporto nell'arte del Rinascimento
Il birapporto era già utilizzato da alcuni artisti del XV secolo a Firenze, tra i quali Beato Angelico, Piero della Francesca e Bernardo Rossellino.